# Ràdio i Televisió d'Andorra
La Ràdio i Televisió d'Andorra, SA (RTVA; Radiodiffusion et télévision de l’Andorre) est le concessionnaire public du service de Radio-Télévision de la Principauté d'Andorre, créé le 13 avril 2000 en remplacement de l'ORTA.

## Histoire
Le 12 octobre 1989, le Conseil général décide que la radio et la télévision sont des services publics essentiels et nécessaires. Il crée alors l’ORTA (Organisme de Ràdio i Televisió d’Andorra) qui est chargé de la gestion directe de la radio et de la télévision. Ainsi, le 8 septembre 1990 naît la Ràdio Nacional d’Andorra (RNA) et le 4 décembre 1995 une chaîne de télévision baptisée Andorra Televisió (ATV). 
La production des programmes, principalement informatifs, est confiée à un producteur privé du pays jusqu'en 1997, où la responsabilité totale de la programmation passe à l’ORTA.   
La RTVA est membre de l’UER depuis 2003 et l'Andorre a ainsi participé au concours Eurovision de la chanson de 2004 à 2009.

## Organisation

### Dirigeants
Président :
- Albert Pintat

Directeur Général :
- Jordi Marticella

Directeur Exécutif :
- Francesc Ruano

### Capital
Son capital appartient à 100 % au gouvernement andorran. 

### Siège
Le siège de la Ràdio i Televisió d'Andorra, SA est situé Baixada del Molí, 24 à Andorra la Vella.

## Activités
Radio :
- Ràdio Nacional d’Andorra : chaîne généraliste
- Andorra Música : chaîne musicale

Télévision :
- Andorra Televisió